# المعهد الأعلى للتصرف بقابس
المعهد العالي للتصرف بقابس هو إحدى المؤسسات التابعة لجامعة قابس، وقد أنشئت عام 1998. بمقتضى الأمر عدد 468 المؤرخ في 23 فيفري 1998. وهو مؤسسة عمومية ذات صبغة إدارية تتمتع بالاستقلال المالي.

## أرقام
- طبقا لإحصائيات 2007-2008 يدرس بكلية العلوم الاقتصادية والتصرف بالمهدية 2880 طالبا من بينهم 1860 طالبة.
- بلغ عدد أساتذة المعهد العالي للتصرف بقابس خلال السنة الجامعية 2007-2008: 204 يتوزعون كما يلي: 86 قارون و118 غير متعاقدين وعرضيين.

## التكوين
يتلقى الطالب في المعهد تكوين معمقا في أحد الاختصاصات التالية: التصرف، المالية، المحاسبة، التجارة الإلكترونية، الإعلامية. وهو ما يمكنه عند تخرجه من العمل في مختلف القطاعات: الصناعة، المؤسسات المالية، المؤسسات الصغرى والمتوسطة، شركات الخدمات.

## الإدارة
- العميد: سعيد ميلود ضيف الله
- الكاتب العام: 'عادل دخيل.

## وصلة خارجية
- موقع المعهد العالي للتصرف بقابس.